# Mordfall Ahmaud Arbery
Ahmaud Marquez Arbery (* 8. Mai 1994 in Brunswick, Georgia; † 23. Februar 2020 ebenda) war ein US-Amerikaner, der am Nachmittag des 23. Februar 2020 ermordet wurde, während er auf einer Laufrunde unterwegs war. Zwei weiße Anwohner verfolgten den schwarzen Freizeitsportler zunächst in deren Pick-up-Truck, um aufgrund eines vermuteten Einbruchs eine Jedermann-Festnahme durchzuführen, nachdem Arbery unerlaubt ein sich im Bau befindendes Haus betreten hatte. Nachdem sie ihn eingeholt hatten, kam es zu einem Handgemenge, in dessen Verlauf der 35-jährige Travis McMichael Arbery mit drei Schüssen aus seiner Schrotflinte erschoss. Ein weiterer Anwohner filmte die Tat. Der Mord und die anfängliche Weigerung der Staatsanwaltschaft, ihn strafrechtlich zu verfolgen, lösten Rassismusvorwürfe aus, da darin eine Geringschätzung des Lebens Schwarzer gesehen wurde. Das daraufhin eingeleitete Strafverfahren endete am 24. November 2021 mit der Verurteilung der drei Täter wegen verschiedener Mordstraftatbestände zu lebenslanger Freiheitsstrafe.

## Tathergang
Am 23. Februar 2020 wurde Ahmaud Marquez Arbery, ein unbewaffneter 25-jähriger Afroamerikaner, beim Joggen in der Nähe von Brunswick in Glynn County im US-Bundesstaat Georgia verfolgt, nachdem dieser unerlaubt ein im Bau befindendes Haus betreten hatte. Gregory McMichael und sein Sohn Travis, zwei weiße Anwohner der Gegend, nahmen mit ihrem Pickup-Truck die Verfolgung auf, eigener Aussage zufolge um Arbery bis zum Eintreffen der Polizei festzuhalten, da sie ihn verdächtigten, im besagten Haus einen Einbruch oder Diebstahl begangen zu haben. Ein anderer Anwohner der Gegend hatte zu diesem Zeitpunkt bereits die Polizei per Notruf darüber informiert, dass ein schwarzer Mann unerlaubt ein sich im Bau befindendes Gebäude betreten hatte. William „Roddie“ Bryan, ein ebenfalls weißer Anwohner, schloss sich den McMichaels in seinem eigenen Truck an, nachdem er beobachtet hatte, dass Arbery von den McMichaels verfolgt wurde. Die McMichaels und Bryan versuchten Arbery mit ihren Trucks den Weg abzuschneiden und ihn von der Straße abzudrängen. Nachdem Arbery den beiden Trucks mehrfach ausgewichen war und auf mehrfache Ansprache nach Aussage der McMichaels keine Reaktion gezeigt hatte, parkten die McMichaels ihren Truck und warteten mit Schrotflinte und Pistole bewaffnet auf der Straße auf den heran joggenden Arbery. Der Nachbar Roddie Bryan folgte Arbery in einiger Entfernung in seinem Truck und nahm das Geschehen auf Video auf. Als sich Arbery den McMichaels immer weiter näherte hob Travis McMichael seine Schrotflinte an und zielte kurz auf Arbery. Gregory McMichael setzte zu diesem Zeitpunkt einen weiteren Notruf an die Polizei ab. Wenige Sekunden später schlug Arbery einen Haken um den Truck und rannte dann auf den auf Höhe der Motorhaube stehenden Travis McMichael zu. Im darauffolgenden Handgemenge gab Travis McMichael drei Schüsse ab, die Arbery in Hand und Oberkörper trafen und tödlich verwundeten. Die McMichaels sagten später übereinstimmend aus, Arbery habe Travis McMichael plötzlich angegriffen und versucht ihm die Schrotflinte zu entreißen. Im Video von Roddie Bryan ist die Sicht teilweise durch den Pickup-Truck der McMichaels verdeckt, sodass der Beginn des Handgemenges nicht zu sehen ist. Die Polizei traf etwa eine Minute nach den tödlichen Schüssen vor Ort ein.

## Ermittlungen und Gerichtsverfahren
Das Glynn County Police Department (GCPD) gab an, die Bezirksstaatsanwaltschaft von Brunswick habe ihr am 23. Februar geraten, keine Festnahmen vorzunehmen. Die Bezirksstaatsanwaltschaft von Brunswick bestritt, dass dem GCPD ein solcher Ratschlag von der Bezirksstaatsanwältin von Brunswick oder ihren stellvertretenden Bezirksstaatsanwälten erteilt worden sei. Am 24. Februar riet der Bezirksstaatsanwalt des Waycross Judicial Circuit, George Barnhill, der noch nicht mit dem Fall betraut war, dem GCPD nachweislich, keine Verhaftungen vorzunehmen. Barnhill übernahm den Fall offiziell am 27. Februar. Am 2. April riet Barnhill dem GCPD erneut, keine Verhaftungen vorzunehmen, und kündigte gleichzeitig an, dass er sich wegen der Verbindungen zwischen seinem Sohn und Gregory McMichael von dem Fall zurückziehen wolle. Barnhill beantragte schließlich am 7. April, wegen Befangenheit vom Fall abgezogen zu werden. Der Fall wurde schließlich der Bezirksstaatsanwaltschaft von Cobb County übertragen, der vierten Staatsanwaltschaft, die mit dem Fall befasst war.
Auf Betreiben von Gregory McMichael stellte ein örtlicher Anwalt eine Kopie des Videos des Mordes dem lokalen Radiosender WGIG zur Verfügung, der es am 5. Mai auf seiner Website veröffentlichte. Das Video verbreitete sich viral, es wurde auch auf YouTube und Twitter gepostet. Innerhalb weniger Stunden erklärte Bezirksstaatsanwalt Tom Durden, dass eine Grand Jury entscheiden würde, ob Anklage erhoben würde, und nahm ein Angebot von Gouverneur Brian Kemp an, das Georgia Bureau of Investigation (GBI) den Fall untersuchen zu lassen.

### Gerichtsverfahren im Bundesstaat
Die drei Tatverdächtigen wurden im Mai 2020 vor dem Glynn County Superior Court in Brunswick angeklagt und in Untersuchungshaft genommen. Die Staatsanwaltschaft nannte Rassismus als Motiv. Dazu verwies sie auf entsprechende Äußerungen der Täter gegenüber Bekannten, darunter eine Aussage von William Bryan gegenüber dem GBI, wonach Travis McMichael „fucking nigger“ sagte, als Arbery im Sterben lag. Auch die Südstaatenflagge auf dem Fahrzeug deutete die Staatsanwaltschaft als Indiz für die Gesinnung der McMichaels. Die von einer Grand Jury erhobene Anklage lautete jeweils auf vorsätzlichen Mord, Mord bei einem Verbrechen mit Todesfolge (Felony Murder, in vier Fällen), schwere Körperverletzung (in zwei Fällen), Freiheitsberaubung und versuchte Freiheitsberaubung. Im Strafrecht des Bundesstaates Georgia kann jedes begangene Verbrechen mit Todesfolge eine Mordanklage zufolge haben (Felony Murder). Da aus Sicht der Staatsanwaltschaft mehrere Verbrechen (u. a. versuchte Freiheitsberaubung) von den Angeklagten begangen und Notwehr als Rechtfertigung für die Schüsse auf Ahmaud Arbery verneint wurde, wurden die Angeklagten für Mord bei einem Verbrechen mit Todesfolge (Felony Murder) in mehreren Fällen angeklagt, obwohl es sich in dem Fall nur um ein Todesopfer handelte. So verneinte beispielsweise für Travis McMichael die Staatsanwaltschaft einen Notwehrtatbestand mit der juristischen Folge, dass jeder der drei Schüsse als ungerechtfertigt angesehen wurde und daher als gesondertes Verbrechen verfolgt wurde. Da Arbery bei der Tat ums Leben kam lautete die Anklage für die drei abgegebenen Schüsse auf Mord bei einem Verbrechen mit Todesfolge (Felony Murder) in drei Fällen.
Die Angeklagten beriefen sich auf das zum Tatzeitpunkt noch gültige Recht zur zivilen Festnahme von Straftätern. Nach Ansicht der Staatsanwaltschaft konnten die McMichaels jedoch keine Beweise erbringen, die die Annahme hätte rechtfertigen können, dass Arbery ein Verbrechen (Felony) begangen hatte. Der Anklage der Staatsanwaltschaft zufolge war Arberys Hautfarbe maßgeblich für die Entscheidung der McMichaels Arbery zu verfolgen. Hierbei zitierte die Staatsanwaltschaft Gregory McMichael mit dem Satz there's a black man running down the street (da läuft ein schwarzer Mann die Straße runter), was gemäß den Ausführungen der Staatsanwaltschaft eine wesentliche Begründung für die Verfolgung war. Der Satz bezieht sich auf die Tonbandaufnahme des Notrufs, den Gregory McMichael wenige Sekunden vor den tödlichen Schüssen an die Polizei abgesetzt hatte. McMichael leitete den Notruf mit dem Satz I am out here at Satilla Shores. There's a black man running down the street (Ich bin hier in Satilla Shores. Da läuft ein schwarzer Mann die Straße runter) ein, woraufhin der Disponent der Notzentrale ihn mit den Worten Where at Satilla Shores? (Wo in Satilla Shores?) unterbricht. McMichael antwortet I don't know what street we're on (Ich weiß nicht auf welcher Straße wir uns befinden), woraufhin auf dem Tonband Schreie und Schüsse zu hören sind und McMichael sich nicht mehr meldete.
Nach zehnstündiger Beratung befand die Jury die drei Angeklagten am 24. November 2021 unterschiedlicher Tötungsdelikte für schuldig. Travis McMichael, der auf Arbery geschossen hatte, wurde von den Geschworenen des Mordes für schuldig befunden. Die Mitangeklagten Gregory McMichael, Vater des Schützen, und ihr Nachbar William Bryan wurden jeweils unter anderem schwerer Körperverletzung und Totschlagsdelikten für schuldig befunden.
Im Januar 2022 wurde als Strafmaß eine lebenslange Freiheitsstrafe für alle drei Verurteilten festgelegt. Der Schütze und dessen Vater erhielten keine Möglichkeit einer vorzeitigen Entlassung auf Bewährung und zusätzlich 20 Jahre Haft. Hingegen besteht für den zur Tatzeit 50-jährigen Nachbarn William Bryan die Aussicht auf eine Haftentlassung nach Verbüßung einer Mindeststrafe von 30 Jahren.

### Verfahren vor Bundesgericht
Ein weiteres Verfahren war ab April 2021 auf Bundesebene anhängig. Da das föderale US-Strafrecht Bestimmungen enthält, die auf eine rassistische Motivation von Straftaten abzielt, wurde erwartet, dass die Einordnung der Tat als Hasskriminalität eine größere Rolle spielen werde. Der Strafrahmen reicht bis zur Todesstrafe, die jedoch von der Staatsanwaltschaft nicht beantragt wurde. Das Gericht wählte den 7. Februar 2022 als Auftakt der Geschworenenauswahl und somit des Verfahrens.
Das Verfahren wurde am 8. August 2022 nach einem Schuldspruch wegen Hassverbrechens für alle drei Beschuldigten mit der Verkündung des Strafmaßes beendet. Dabei wurde Travis McMichael zu einer lebenslangen Haftstrafe sowie zu zusätzlichen 10 Jahren wegen des Gebrauchs einer Schusswaffe beim Begehen einer Straftat, Gregory McMichael zu einer lebenslangen Haftstrafe sowie zu zusätzlichen 7 Jahren wegen Bedrohung mit einer Schusswaffe, und der Nachbar William „Roddie“ Bryan zu 35 Jahren Haft verurteilt. Für Straftaten gemäß US-Bundesrecht ist eine vorzeitige Haftentlassung auf Bewährung nach Rechtslage zur Zeit der Verurteilung ausgeschlossen, sodass die Haftstrafen voll verbüßt werden müssen. Die jeweiligen Strafen gelten zusätzlich zu den auf Bundesstaatsebene verhängten Strafen.

## Reaktionen
Die Tatsache, dass die McMichaels erst 74 Tage nach dem Mord verhaftet wurden, nachdem sich das Video im Internet verbreitet hatte, löste in den Vereinigten Staaten eine Debatte über Racial Profiling  aus. Zahlreiche religiöse Führer, Politiker, Sportler und andere Prominente verurteilten den Vorfall. Das GCPD und die Staatsanwaltschaft von Brunswick wurden landesweit für ihren Umgang mit dem Fall und die verzögerten Verhaftungen kritisiert; der Generalstaatsanwalt von Georgia, Christopher M. Carr, ersuchte am 10. Mai offiziell um das Eingreifen des Federal Bureau of Investigation in den Fall, das am folgenden Tag bewilligt wurde. Das im US-Staat Georgia geltende Jedermannsrecht zur Festnahme wurde unter Berufung auf die Tat im Mai 2021 abgeschafft.